# Malheur aux barbus

Malheur aux barbus est la première saison du feuilleton radiophonique français Signé Furax,.  Cette saison compte 213 épisodes diffusés quotidiennement du 15 octobre 1951 au 19 juin 1952, à 13 h 10, sur la chaîne parisienne de la RTF. Les bandes sonores de ce feuilleton n'ayant pas encore été retrouvées dans les magasins de l'INA, il n'a jamais pu faire l'objet d'une édition en CD. Cependant, au début des années 1950, devant le grand succès du feuilleton, les auteurs en ont tiré une série de romans, quatre tomes : Malheur aux barbus, Confessions de Furax, Mangez de la salade et Les Barbus de l'espace. 
Remarque : Une création originale ayant pour base les textes de l'époque a néanmoins été créée et diffusée sur France Culture en décembre 2013-janvier 2014 sous la forme d'une série de 15 épisodescrée à ce feuilleton en 2020.

## Trame de l'histoire
Le feuilleton raconte le mystérieux enlèvement de tous les barbus de la Terre par un aventurier sans scrupule : Edmond Furax. Les détectives Black et White se lancent à sa poursuite, aidés par le journaliste Fred Transport, Carole Christmas, et le professeur Merry Christmas titulaire de la chaire de barbologie analytique à l'université de la Sorbonne. On rencontre aussi le commissaire Socrate, de la police judiciaire, ainsi qu'Asti Spumante, tueur à gage napolitain. La quête des deux détectives les conduira à travers le monde, au Sama Kutra et même dans l'espace, au-delà de l'éther.

## Personnages
- Edmond Furax : Jean-Marie Amato
- Black et White : Pierre Dac et Francis Blanche
- Asti Spumante : Jean-Marie Amato
- Merry Christmas : Louis Blanche
- Carole Christmas : Édith Fontaine
- Fred Transport : Jean Poiret
- Jean-Jacques Socrate : Maurice Biraud
- Jeejee Boy : Francis Blanche
- Pauline IV : Pauline Carton
- Léon Le Hihan : Jean-Marie Amato
- Mademoiselle Fiotte : Édith Fontaine
- Ralph McIntosh : Louis Blanche
- Mostoblase : Louis Blanche
- Pruttmacher : Louis Blanche
- Euthymènes : François Chevais
- Malvina : Jeanne Dorival
- Mortimer : Roger Pierre
- Rinaldo : Jean-Marc Thibault
- Cornélius : Guy Piérauld
- Tumlatum : Guy Piérauld
- Anatole Biscon-Bouzigue : Raymond Devos
- Le récitant : Lawrence Riesner

Mise en ondes de Pierre-Arnaud de Chassy-Poulay